# Christopher Busietta
Christopher Busietta (* 1981) ist ein australisch-maltesischer Opernsänger (Lyrischer Tenor).

## Leben
Nach einem Gesangsstudium am Melba Conservatorium of Music in Melbourne debütierte er an der Opera Australia. Von 2009 bis 2010 war er am Staatstheater Wiesbaden tätig und wirkte von 2010 bis 2017 am Theater Augsburg.
Dort sang er unter anderem „Alfred“ in der Operette Die Fledermaus, „Gaston“ in La traviata, „Steuermann“ in Der fliegende Holländer, „Don Ottavio“ im Don Giovanni, „Werner“ in Emil Nikolaus von Rezniceks Ritter Blaubart und „Florian Döblinger“ in Erich Korngolds Der Ring des Polykrates und Violanta.
Dazu spielt und singt Busietta in seiner eigenen Folkband Blue Macaw.
Seit der Spielzeit 2018/19 ist er Ensemblemitglied des Stadttheaters Bremerhaven.
Busietta ist seit 2010 verheiratet.

## Rollen (Auswahl)
- 2014: Wozzeck (als Andres)
- 2014: Macbeth (als Malcolm, Duncans Sohn)
- 2014: Hänsel und Gretel (als Die Knusperhexe)
- 2015: Die Gärtnerin aus Liebe (als Belfiore)
- 2015: Blues Brothers (als Curt)
- 2015: Hoffmanns Erzählungen (als Cochenille/Frantz/Pitichinaccio)